# John C. Houk

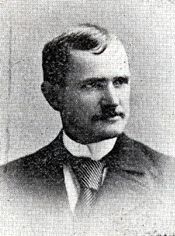
John C. Houk

John Chiles Houk (* 26. Februar 1860 in Clinton, Anderson County, Tennessee; † 3. Juni 1923 in Fountain City, Tennessee) war ein US-amerikanischer Politiker. Zwischen 1891 und 1895 vertrat er den Bundesstaat Tennessee im US-Repräsentantenhaus.

## Werdegang
John Houk war der Sohn des Kongressabgeordneten Leonidas C. Houk, der in Tennessee großen Einfluss in der Republikanischen Partei hatte. Der jüngere Houk besuchte die öffentlichen Schulen seiner Heimat und zog im Jahr 1871 mit seinen Eltern nach Knoxville, wo er an der University of Tennessee studierte. Zwischen 1881 und 1883 war er Verwaltungsangestellter bei der Bundesrentenbehörde (Pension Bureau) in Washington. Nach einem Jurastudium an der heutigen George Washington University und seiner im Jahr 1884 erfolgten Zulassung als Rechtsanwalt begann er in Knoxville in seinem neuen Beruf zu arbeiten.
Wie sein Vater wurde auch John Houk führendes Mitglied der Republikaner in Tennessee. Vier Jahre lang war er im Staatsvorstand der Partei. Von 1889 bis 1891 war er als Assistant Doorkeeper bei der Verwaltung des Kongresses angestellt. Nach dem Tod seines Vaters wurde er bei der fälligen Nachwahl für den zweiten Sitz von Tennessee als dessen Nachfolger in das US-Repräsentantenhaus in Washington gewählt, wo er am 7. Dezember 1891 sein neues Mandat antrat. Nach einer Wiederwahl bei den Wahlen des Jahres 1892 konnte er bis zum 3. März 1895 im Kongress verbleiben.
1894 wurde er von seiner Partei nicht mehr zur Wiederwahl nominiert. In den folgenden Jahren praktizierte er wieder als Anwalt. Außerdem setzte er seine politische Laufbahn auf Staatsebene fort. In den Jahren 1897 bis 1899, 1911 bis 1913 und 1917 bis 1923 saß er im Senat von Tennessee. John Houk starb am 3. Juni 1923 in Fountain City.